# Elizabeth Woodville
Elizabeth Woodville (Grafton Regis (Northamptonshire), 3 februari 1437 – Londen, 8 juni 1492) was de gemalin van koning Eduard IV van Engeland tussen 1464 en de dood van haar echtgenoot in 1483.

## Jeugd
Elizabeth werd rond 1437 geboren als de dochter van Richard Woodville en Jacoba van Luxemburg. Ze werd een hofdame van Margaretha van Anjou, de vrouw van koning Hendrik VI. In 1452 trad ze in het huwelijk met John Grey, baron van Groby, die in 1461 werd gedood bij de Tweede Slag bij St Albans. Uit dit huwelijk had Elizabeth twee kinderen: Thomas Grey, markies van Dorset, en Richard Grey.

## Gemalin van de koning
Eduard IV had vele minnaressen, onder wie Jane Shore, maar zodra Elizabeth met hem in contact was gekomen, stond ze erop dat ze zouden trouwen. De bruiloft vond plaats op 1 mei 1464 in haar ouderlijk huis in Northamptonshire. Op dat moment was Eduards adviseur, Richard Neville, in Frankrijk om een geschikte huwelijkspartner voor de koning te vinden die de Anglo-Franse relatie moest versterken. Toen hij terugkwam en hoorde dat Eduard in de tussentijd al getrouwd was, kwam hij erachter dat Elizabeth Woodvilles familie nu de voorkeur had boven hem.
De koningin-gemalin joeg nog meer mensen tegen zich in het harnas door exorbitante begrafenissen te regelen voor haar familieleden. Haar zwager Anthony Grey stierf in 1480 en werd bijgezet in St. Albans Cathedral, met een bronzen monument dat kon wedijveren met dat van de aartsbisschop van diezelfde kathedraal. Ook de trouwerijen van de Woodvilles gingen gepaard met veel pracht en praal. Elizabeth arrangeerde het huwelijk tussen haar negentienjarige broer, John Woodville, en Katherine Neville (dochter van Ralph Neville), die 65 was en enorme rijkdommen bezat. Elizabeths zuster, Catherine Woodville, trouwde met Henry Stafford, hertog van Buckingham.

## Weduwe
Toen de koning in 1483 onverwacht stierf, had Elizabeth hem al tien kinderen gegeven, van wie er onder anderen nog twee zoons in leven waren. De oudste van de twee, Eduard, werd geboren in 1470 terwijl zijn ouders een toevlucht hadden gezocht in Westminster Abbey. Na Eduards overlijden was Elizabeth voor korte tijd de koningin-moeder, maar op 25 juni 1483 werd haar huwelijk door het Engelse parlement nietig verklaard. De reden hiervoor was dat de koning zou hebben beloofd met een zekere Eleanor Butler te trouwen. Deze afspraak werd bindend verklaard, en andere huwelijken waren automatisch onwettig. De bisschop van Bath en Wells getuigde later dat hij Eduard en Eleanor had getrouwd.
Door de nietigverklaring van haar huwelijk waren al Elizabeths kinderen buitenechtelijk geworden en verloren daardoor aanspraak op de troon, inclusief Eduard. Elizabeths zwager, Richard III van Engeland, besteeg de troon en liet de twee prinsen opsluiten in de Tower of London, waar ze zich al bevonden in afwachting van de kroning van Eduard. Hoe ze precies aan hun einde zijn gekomen, is onduidelijk, maar ten tijde van Hendrik VII van Engeland, die na Richard regeerde, waren ze dood.
Elizabeth beloofde haar dochter Elizabeth van York aan de grootste kanshebber op de troon, mocht het huis van York worden verstoten: Henry Tudor, later Hendrik VII van Engeland, afkomstig uit het Huis Lancaster. Hendrik werd in 1485 gekroond, en Elizabeths huwelijk met Eduard werd in ere hersteld, waardoor haar kinderen weer binnen het huwelijk vielen. Elizabeth kreeg de titel koningin-douairière, en stierf zeven jaar later. Ze werd vier dagen later bijgezet in het graf van haar man in Windsor Castle.

## Kinderen van Elizabeth Woodville
Met John Grey:
- Thomas Grey, markies van Dorset
- Richard Grey

Met koning Eduard IV:

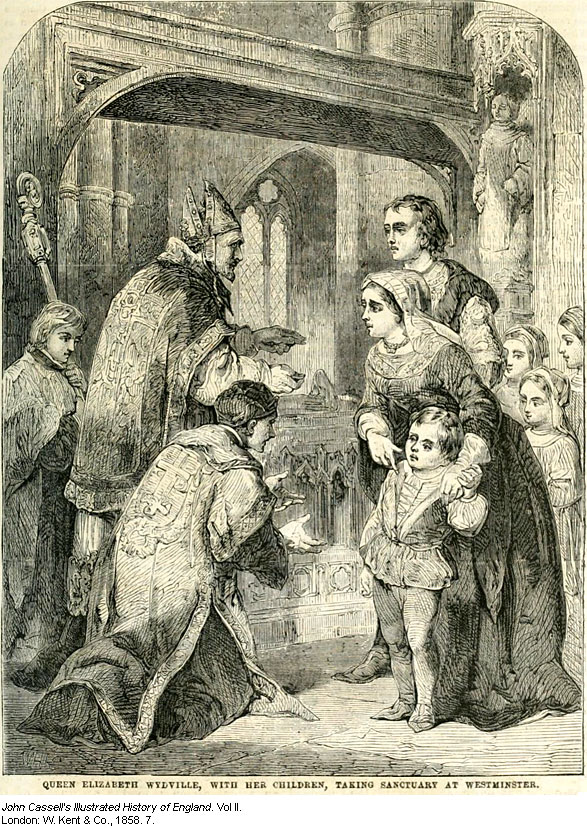
Elizabeth Woodville met haar kinderen in de kerk

- Elizabeth (11 februari 1466 – 11 februari 1503), trouwde met Hendrik VII van Engeland
- Maria (11 augustus 1467 - 23 mei 1482)
- Cecilia (20 maart 1469 - 24 augustus 1507), trouwde met John Welles en Thomas Kymbe
- Eduard (4 november 1470 – 1483?)
- Margaret (10 april 1472 - 11 december 1472)
- Richard (17 augustus 1473 – 1483?)
- Anna (2 november 1475 - 23 november 1511), trouwde met Thomas Howard, hertog van Norfolk
- George (maart 1477 - maart 1479)
- Catharina (14 augustus 1479 - 15 november 1527), trouwde met William Courtenay
- Birgitta (10 november 1480 - 1517)